# Renault Type U (a)
Der Renault Type U (a) war ein frühes Personenkraftwagenmodell von Renault. Eine Abwandlung stellte der Renault Type U (e) dar. Sie wurden auch 10 CV genannt.

## Beschreibung
Renault präsentierte dieses Modell als Nachfolger des Renault Type Q auf dem Pariser Automobilsalon im Dezember 1903. Am 9. Februar 1904 erteilte die nationale Zulassungsbehörde die Zulassung. Im gleichen Jahr endete die Produktion. Nachfolger wurde der Renault Type Y.
Ein Zweizylindermotor mit 100 mm Bohrung und 100 mm Hub leistete aus 1571 cm³ Hubraum 10 PS. Eine Quelle gibt davon abweichend 90 bis 100 mm Bohrung, 100 bis 120 mm Hub, 1272 bis 1885 cm³ Hubraum und 10 bis 16 PS an. Der seitlich montierte Wasserkühler hatte im Gegensatz zum kleineren Renault Type T zwölf Kühlelemente. Die Motorleistung wurde über eine Kardanwelle an die Hinterachse geleitet. Die Höchstgeschwindigkeit war je nach Übersetzung mit 37 km/h bis 65 km/h angegeben.

### Renault Type U (a)
Bei einem Radstand von 220 cm war das Fahrzeug 330 cm lang und 150 cm breit. Das Fahrgestell wog 600 kg, das Komplettfahrzeug 950 kg. Zur Wahl stand ein Tonneau. Das Fahrzeug kostete im Dezember 1903 7800 Franc.

### Renault Type U (e)
Ende 1904 kam dieses Modell dazu. Der Radstand war länger. Einzige bekannte Karosserieform war eine Limousine.